# Cary-Hiroyuki Tagawa
Cary-Hiroyuki Tagawa (Japans: 田川 洋行, Tagawa Hiroyuki) (Tokio, 27 september 1950) is een Japans-Amerikaans acteur.
Naast zijn omvangrijke filmwerk was hij te zien op televisie in Star Trek: The Next Generation (1987), Thunder in Paradise (1995), Nash Bridges (1996), Baywatch: Hawaiian Wedding (2003) en Heroes (2007). Hij verstrekte ook de stem van Sin Tzu voor de videospel Batman: Rise of Sin Tzu. Hij speelde de kwade ziel stelende tovenaar Shang Tsung in een verfilming van de videogame Mortal Kombat en in 2009 als Heihachi Mishima in de Tekken-film.

## Filmografie
- The Last Emperor (1987)
- Star Trek: The Next Generation (televisieserie) – (afl. "Encounter at Farpoint", 1987)
- Miami Vice (televisieserie, 1987/1989)
- Spellbinder (1988)
- Twins (1988)
- Bulletproof (1988)
- Licence to Kill (1989)
- The Last Warrior (1989)
- L.A. Takedown (1989)
- Showdown in Little Tokyo (1991)
- Kickboxer 2: The Road Back (1991)
- The Perfect Weapon (1991)
- American Me (1992)
- Nemesis (1992)
- Renegade (televisieserie, 1993)
- Rising Sun (1993)
- Space Rangers (1993)
- Picture Bride (1994)
- Babylon 5 (televisieserie) – (afl. "Convictions", 1995)
- Mortal Kombat (1995)
- Soldier Boyz (1995)
- Nash Bridges: (televisieserie, 1995–1997)
- The Phantom (1996)
- Sabrina The Teenage Witch (televisieserie, 1996)
- Top of the World (1997)
- Mortal Kombat: Annihilation (1997), (cameo)
- Stargate SG-1 (televisieserie) – (afl. "Emancipation", 1997)
- Danger Zone (1997)
- Vampires (1998)
- Bridge of Dragons (1999)
- Johnny Tsunami (1999)
- Snow Falling on Cedars (1999)
- The Art of War (2000)
- Pearl Harbor (2001)
- Planet of the Apes (2001)
- Baywatch: Hawaiian Wedding (2003)
- Hawaii (televisieserie, 2004)
- The Sand Island Drive Inn Anthem (2005)
- Faith of My Fathers (2005)
- Elektra (2005)
- Memoirs of a Geisha (2005)
- The Slanted Screen (documentaire, 2006)
- Teen Titans: Trouble in Tokyo (2006)
- Johnny Kapahala: Back on Board (2007)
- Balls of Fury (2007)
- Heroes (televisieserie, 2007)
- Ghost Voyage (2008)
- Slaughter (2009)
- Hachiko: A Dog's Story (2009)
- Tekken (2009)
- Hype Nation (2010/2011)
- Hawaii Five-0 (televisieserie) – (2 afl., 2010)
- Revenge (televisieserie, 2012–2013)
- 47 Ronin (2013)
- The Man with the Iron Fists 2 (2015)
- Kubo and the Two Strings (stem, 2016)
- Star Wars: Visions (televisieserie, stem, 2020)